# Hedy Schlunegger
Hedy Schlunegger (Wengen, 18 maart 1923 - Grindelwald, 5 juli 2003) was een Zwitserse alpineskiester. Ze nam in haar thuisland deel aan de Olympische Winterspelen van 1948 in Sankt Moritz.

## Biografie
Hoewel haar broer Hans Schlunegger tot de wereldtop in het skiën behoorde, kreeg Hedy Schlunegger minder kansen om haar skitalenten te ontwikkelen. Niettemin wist ze zeven Zwitserse nationale titels te behalen: viermaal op de afdaling (in 1942, 1944, 1946 en 1947) en driemaal op de combinatie (in 1943, 1946 en 1947). Ze vertegenwoordigde haar land op de Olympische Winterspelen van 1948 in Sankt Moritz, in haar thuisland. Op deze Winterspelen behaalde ze de grootste overwinning uit haar carrière door het goud te behalen op de afdaling met een marge van acht tienden van een seconde. Daarnaast werd ze achtste op de combinatie.
In 1949 trouwde ze en enige tijd later beëindigde ze haar carrière. In 1959 opende ze in Grindelwald samen met haar echtgenoot een sportwinkel. Ze baatten de winkel uit tot hun pensioen in 1992. De winkel werd vervolgens overgenomen door hun kinderen. Hun dochters Elizabeth Kaufmann en Käthy Kaufmann maakten eveneens deel uit van het Zwitserse skiteam. Haar kleindochter Martina Schild behaalde op de Olympische Winterspelen van 2006 een zilveren medaille op de afdaling.

## Belangrijkste resultaten

### Olympische Winterspelen
| Jaar | Plaats       | Discipline  | Onderdeel      | Resultaat |
| ---- | ------------ | ----------- | -------------- | --------- |
| 1948 | Sankt Moritz | alpineskiën | afdaling (v)   | Goud      |
| 1948 | Sankt Moritz | alpineskiën | combinatie (v) | 8e        |

1948: Hedy Schlunegger ·
1952: Trude Beiser ·
1956: Madeleine Berthod ·
1960: Heidi Biebl ·
1964: Christl Haas ·
1968: Olga Pall ·
1972: Marie-Therese Nadig ·
1976: Rosi Mittermaier ·
1980: Annemarie Moser-Pröll ·
1984: Michela Figini ·
1988: Marina Kiehl ·
1992: Kerrin Lee-Gartner ·
1994: Katja Seizinger ·
1998: Katja Seizinger ·
2002: Carole Montillet ·
2006: Michaela Dorfmeister ·
2010: Lindsey Vonn ·
2014: Dominique Gisin & Tina Maze ·
2018: Sofia Goggia ·
2022: Corinne Suter